# Maria de Fátima Bonifácio
Maria de Fátima Bonifácio (1948) é uma historiadora portuguesa. Em Setembro de 2011 recebeu o Prémio Máxima de Ensaio pelo livro A Monarquia Constitucional (1807-1910). Em Abril de 2014 foi galardoada com o Prémio Grémio Literário 2013 pela sua obra «Um homem singular - Rodrigo da Fonseca Magalhães 1787-1858».  

## Vida académica
Licenciada em História pela Faculdade de Letras da Universidade de Lisboa (1977) e doutorada, também em História, pela Faculdade de Ciências Sociais e Humanas da Universidade Nova de Lisboa.
É investigadora do Instituto de Ciências Sociais da Universidade de Lisboa, onde colaborou com autores como Maria Filomena Mónica e Vasco Pulido Valente. 
Foi também, entre 1980 e 2006, professora na FCSH-UNL. Publicou numerosos artigos, sobretudo de análise política, na imprensa, nomeadamente no diário Público, na revista Atlântico e no jornal digital Observador. 
A sua produção científica aborda sobretudo a história portuguesa do século XIX, com particular atenção para o período entre 1834 e 1851. Maria de Fátima Bonifácio insere-se na revalorização da história política e biográfica ocorrida a partir dos anos 80.
Licenciou-se em História em 1977 pela Faculdade de Letras da Universidade de Lisboa. Doutorou-se em História em 1990 pela Faculdade de Ciências Sociais e Humanas da Universidade Nova de Lisboa, onde também realizou a Agregação em 1997.
Ingressou no GIS (Gabinete de Investigações Sociais) em 1978 e posteriormente no Instituto de Ciências Sociais da Universidade de Lisboa (1981), onde exerce actualmente as funções de investigador-coordenador. De 1980 a 2006 exerceu funções docentes na Faculdade de Ciências Sociais e Humanas da Universidade Nova de Lisboa.
O início da sua carreira de investigadora foi marcado pela agenda historiográfica doméstica, então dominada pela Nova História e vários estruturalismos. Na sua tese de doutoramento (A via proteccionista do liberalismo português: política e economia nas relações luso-britânicas, 1834-43), rompe com as teses então consagradas sobre a sociologia do “cartismo” e “setembrismo”, mostrando que ambos os “partidos” eram dogmaticamente proteccionistas, por convicção ou pragmatismo, e que os tão encarecidos interesses livre-cambistas se limitavam afinal à produção e comércio do vinho do Porto, exclusivamente sediados nesta cidade e na região do Douro, e em contradição com os interesses (proteccionistas) do restante conjunto nacional. 
A partir daí divorciou-se dos modelos de escrita da história então consagrados e enveredou naturalmente pela história narrativa, interessada em recuperar a liberdade e autonomia relativas dos indivíduos e reabilitando estes como actores conscientes da história. Toda a sua obra subsequente, da História da Guerra Civil da Patuleia (1846–47) à biografia D. Maria II (1819–1853) pode e deve ser lida como uma reabilitação da “velha história”, ou seja, como uma exploração das virtualidades da narrativa para tornar inteligível as acções dos homens no contexto dos constrangimentos a que estavam sujeitos. Sobre esta opção pela história política narrativa — o seu estatuto epistemológico e a sua legitimidade disciplinar — M. Fátima Bonifácio explicou-se detalhadamente num longo ensaio publicado em 1999, Apologia da História Política. 
Em 2016, apresentou uma obra sobre o político António Barreto, intitulada "António Barreto - Política e Pensamento".

## Racismo
A 6 de Julho de 2019, escreveu um artigo de opinião polémico no jornal Público, comentando possíveis quotas para negros e ciganos no ensino superior, anunciadas pelo Secretário Nacional do Partido Socialista, acusando-os de recusarem a sua própria integração. Afirma ainda que ciganos e negros não "partilham, de um modo geral, as mesmas crenças religiosas e os mesmos valores morais".
A 10 de Julho, a associação SOS Racismo apresentou uma queixa-crime contra Maria de Fátima Bonifácio, afirmando que "ofender, injuriar e difamar alguém não pode ser justificado como mera opinião", e classificando as suas afirmações de "infundadas, insultuosas, ofensivas e lesivas da honra e dignidade de milhões de pessoas", e considerando que a sua crónica se sustenta "em generalizações abusivas e em preconceitos abertamente racistas e xenófobos". Afirmou ainda que as suas ideias "revelam uma ignorância em relação ao tema e ao seu complexo enquadramento social". As afirmações consideradas graves pela associação  incluem "a afirmação de que 'ciganos' e 'africanos' não pertencem a uma qualquer 'entidade civilizacional' que a autora denomina de 'cristandade' e não 'descendem' da 'Declaração Universal dos Direitos do Homem'". Em relação aos ciganos, as declarações em que os apelida de "inassimiláveis", com "comportamentos disfuncionais", forçando as suas adolescentes ao abandono escolar e ao casamento; quanto aos descendentes, a acusação de que são "abertamente racistas" e que se "detestam" entre si e aos ciganos. Neste sentido, a associação avançou com uma queixa ao Ministério Público com base na alínea b) do n.º 2 do artigo 240.º do Código Penal que define o crime de discriminação racial como 'Quem, publicamente, por qualquer meio destinado a divulgação […] b) Difamar ou injuriar pessoa ou grupo de pessoas por causa da sua raça, cor, origem étnica ou nacional, ascendência, religião, sexo, orientação sexual, identidade de género ou deficiência física ou psíquica'".
Um grupo de 14 pessoas, incluindo as procuradoras aposentadas do Ministério Público Dulce Rocha e Aurora Rodrigues, o escritor José Eduardo Agualusa, os jornalistas António Borga, Diana Andringa, os académicos António Pedro Dores e Manuela Ribeiro Sanches, apresentou também uma queixa-crime contra Maria de Fátima Bonifácio, alegando que “agiu com conhecimento e vontade” de escrever e publicar afirmações que integram “crime de discriminação e incitamento ao ódio e à violência”.
A 4 de Março de 2024, o Tribunal da Maia ilibou Maria de Fátima Bonifácio do crime descrito na alínea b) do n.º 2 do artigo 240.º, que lhe havia sido imputado primeiramente pelo Ministério Público e, posteriormente, pelo Juiz de instrução de Matosinhos. O Tribunal justificou tal determinação com o facto de o artigo ser de natureza política, agregando que a decisão também se assentou na defesa da liberdade de expressão.

## Prémios
Recebeu em Setembro de 2011 o Prémio Máxima de Ensaio pelo livro A Monarquia Constitucional (1807-1910).
A 24 de Abril de 2014 foi galardoada em Lisboa com o Prémio Grémio Literário 2013, que distingue obras originais de autores portugueses nas temáticas do século XIX em Portugal. Segundo o presidente do Grémio Literário, José Macedo e Cunha, o júri, presidido por José Augusto França, decidiu atribuir o prémio à sua obra «Um homem singular - Rodrigo da Fonseca Magalhães 1787-1858», publicado pelas Edições Dom Quixote, em 2013, realçando «a excelência da biografia política que faltava, sobre uma personagem fundamental da História de Portugal de meados do século XIX». O prémio tem o valor de 1500 euros, e inclui uma escultura em bronze cromado, criada pelo artista plástico José de Guimarães.

## Obras
- Seis Estudos sobre o Liberalismo Português (1991)

- História da Guerra Civil da Patuleia (1993)

- Apologia da História Política (1999)

- O Século XIX Português (2002)

- A Segunda Ascensão e Queda de Costa Cabral (2002)

- D. Maria II (2005)

- Estudos de História Contemporânea de Portugal (2007)

- Uma História de Violência Política - Portugal de 1834 a 1851 (2009)

- A Monarquia Constitucional (1807-1910) (2010)

- Memórias do Duque de Palmela (transcrição, prefácio e edição) (2011)
- O Primeiro Duque de Palmela - Político e Diplomata (2015)

## Livro Autor
- Bonifácio, M. Fátima (2009). Uma História de Violência Política. Portugal de 1834 a 1851. Lisboa: Tribuna da História

- Bonifácio, M. Fátima (2007). Estudos de História Contemporânea de Portugal. Lisboa: Imprensa de Ciências Sociais

- Bonifácio, M. Fátima (2006). Ensaio biográfico sobre o duque de Palmela e a Mme. De Staël. Lisboa: Ed. Bertrand

- Bonifácio, M. Fátima (2005). D. Maria II (1819-1853). Lisboa: Círculo de Leitores

- Bonifácio, M. Fátima (2002). O século XIX português (3.ª ed. 2007). Lisboa: Imprensa de Ciências Sociais

- Bonifácio, M. Fátima (2002). A Segunda Ascensão e Queda de Costa Cabral (1847-1851). Lisboa: Imprensa de Ciências Sociais

- Bonifácio, M. Fátima (1999). Apologia da história política. Estudos sobre o século XIX português. Lisboa: Edições Quetzal

- Bonifácio, M. Fátima (1993). História da guerra civil da Patuleia, 1846-1847. Lisboa: Editorial Estampa

- Bonifácio, M. Fátima (1991). Estudos sobre o liberalismo português. Lisboa: Editorial Estampa

- Bonifácio, M. Fátima (1985). Memórias políticas de José Jorge Loureiro (1834-44). Lisboa: Ed. Rolim

- Bonifácio, M. Fátima (1980). Industrialização oitocentista e concorrência externa (a indústria chapeleira de 1814 a 1914). Lisboa: Cadernos de Documentação

G. I. S., nº. 2

## Capítulos de Livros
- Bonifácio, M. Fátima (2008). Relações Externas e Revolução Liberal, Séculos XVII-XIX. In João Marques de Almeida e Rui Ramos (Eds.), Revoluções, Política

Externa e Política de Defesa em Portugal, Séc. XIX-XX (pp. 13–24). Lisboa: Edições Cosmo e Instituto de Defesa Nacional
- Bonifácio, M. Fátima (2007). O Vintismo como Matriz do Radicalismo Português. In Cuartero, I. e Gómez, J. (Eds.), Visiones y Revisions de la Independencia

Americana (pp. 71–86). Salamanca: Ediciones Universidad
- Bonifácio, M. Fátima (2007). Garrett no Liberalismo. In Monteiro, O. Paiva (Eds.), Sociedade e Ficção (pp. 9–22). Coimbra: Centro de Literatura Portuguesa

- Bonifácio, M. Fátima (2006). Síntese interpretativa do século XIX. In Gomes, B. e Palácios, D. (Eds.), Una História Política de Portugal (pp. 15–37).

Madrid: Siglo XXI
- Bonifácio, M. Fátima (2006). Posfácio. In Andlau, Béatrix (Eds.), Madame Stael - D. Pedro de Souza: Correspondência (pp. 119–183). Lisboa: Quetzal

## Artigos em Revistas
- Bonifácio, M. Fátima (2001). História de um nado-morto: o primeiro ministério histórico (1856-59). Análise Social Vol. XXXV, 157, 989-1012.

- Bonifácio, M. Fátima (1999). A narrativa na "época pós-histórica". Análise Social Vol. XXXIV, 150, 11-28.

- Bonifácio, M. Fátima (1998). Liberalismo e nacionalismo na Europa (1789-1850). História, 3, 30-35.

- Bonifácio, M. Fátima (1997). Segunda ascensão e queda de Costa Cabral (1847-51). Análise Social Vol. XXXII, 142, 537-555.

- Bonifácio, M. Fátima (1993). O Setembrismo corrigido e actualizado. Penélope, 9/10, 309-321.

- Bonifácio, M. Fátima (1993). Costa Cabral no contexto do doutrinarismo europeu (1815-48). Análise Social Vol. XXVIII, 123-124, 1043-1091.

- Bonifácio, M. Fátima (1993). O abençoado retorno da velha história. Análise Social Vol. XXVIII, 122, 623-630.

- Bonifácio, M. Fátima (1992). A guerra de todos contra todos: Ensaio sobre a instablidade política antes da Regeneração. Análise Social Vol. XXVII, 115,

91-134. 
- Bonifácio, M. Fátima (1991). Lisboa, bastião do proteccionismo (pautas, política e indústria nos anos 30-40 do século XIX). Análise Social Vol. XXVI, 110,

515-535. 
- Bonifácio, M. Fátima (1989). António Sérgio, o historiador comprometido. Penélope, 2, 130-141.

- Bonifácio, M. Fátima (1988). A sociologia histórica de Theda Skocpol. Análise Social Vol. XXIV, 100, 489-510.

- Bonifácio, M. Fátima (1988). O proteccionismo como ideologia radical. Análise Social Vol. XXIII, 103/104, 1017-1036.

- Bonifácio, M. Fátima (1987). Comércio externo e política pautal na 1ª. metade do século XIX. Ler História, 10, 75-108.

- Bonifácio, M. Fátima (1987). Em busca do setembrismo perdido - problemas em torno da análise de formações protopartidárias. Análise Social Vol. XXIII, 98,

761-774. 
- Bonifácio, M. Fátima (1986). A Associação Comercial do Porto no contexto político- económico nortenho e nacional. Análise Social Vol. XXII, 92, 331-367.

- Bonifácio, M. Fátima (1986). Uma carta do embaixador de França (1836). Ler História, 7, 133-143.

- Bonifácio, M. Fátima (1984). 1834-42: a Inglaterra perante a evolução política portuguesa (hipótesespara a revisão de versões correntes). Análise Social

Vol. XX, 83, 467-488. 
- Bonifácio, M. Fátima (1982). A Revolução de Setembro de 1836. Análise Social Vol. XVIII, 71, 331-370.

- Bonifácio, M. Fátima (1981). Os Arsenalistas na revolução de Setembro de 1836. Análise Social Vol. XVII, 65, 29-65.

## Outras Publicações
- Bonifácio, M. Fátima (1999). Historiografia do Estado Novo. Em Dicionário de História de Portugal (Vol. 8). Porto: Livraria Figueirinhas
- Bonifácio, M. Fátima (1985). Arsenalistas. Em Dicionário Ilustrado da História de Portugal (Vol. ). Lisboa: Publicações Alfa
- Bonifácio, M. Fátima (1985). Setembrismo. Em Dicionário Ilustrado da História de Portugal (Vol. ). Lisboa: Publicações Alfa
- Bonifácio, M. Fátima (1990). A via proteccionista do liberalismo português.